# Lecithaster mugilis
Lecithaster mugilis är en plattmaskart. Lecithaster mugilis ingår i släktet Lecithaster och familjen Hemiuridae. Inga underarter finns listade i Catalogue of Life.